# Shamshabad
Shamshabad es un ciudad censal situada en el distrito de Rangareddy en el estado de Telangana (India). Su población es de 32583 habitantes (2011). Forma parte del área metropolitana de Hyderabad.

## Demografía
Según el censo de 2011 la población de Shamshabad era de 32583 habitantes, de los cuales 16935 eran hombres y 15648 eran mujeres. Shamshabad tiene una tasa media de alfabetización del 77,89%, superior a la media estatal del 67,02%: la alfabetización masculina es del 84,32%, y la alfabetización femenina del 70,92%.